# Boyesennuten
Der Boyesennuten ist ein Berg in der Heimefrontfjella des ostantarktischen Königin-Maud-Lands. Er ragt im nordwestlichen Teil der Sivorgfjella auf.
Wissenschaftler des Norwegischen Polarinstituts benannten ihn 1967 nach dem späteren norwegischen Politiker und Diplomaten Jens Mogens Boyesen (1920–1996), einem Mitglied der Widerstandsbewegung gegen die deutsche Besatzung Norwegens im Zweiten Weltkrieg.